# Citronia
Citronia is een geslacht van sponsdieren uit de klasse van de Demospongiae (gewone sponzen).

## Soort
- Citronia vasiformis (Bergquist, 1995)